# Calvoa leonardii
Calvoa leonardii är en tvåhjärtbladig växtart som beskrevs av Jacq.-fel.. Calvoa leonardii ingår i släktet Calvoa och familjen Melastomataceae. Inga underarter finns listade i Catalogue of Life.